# Weißes Kreuz (Deidesheim)

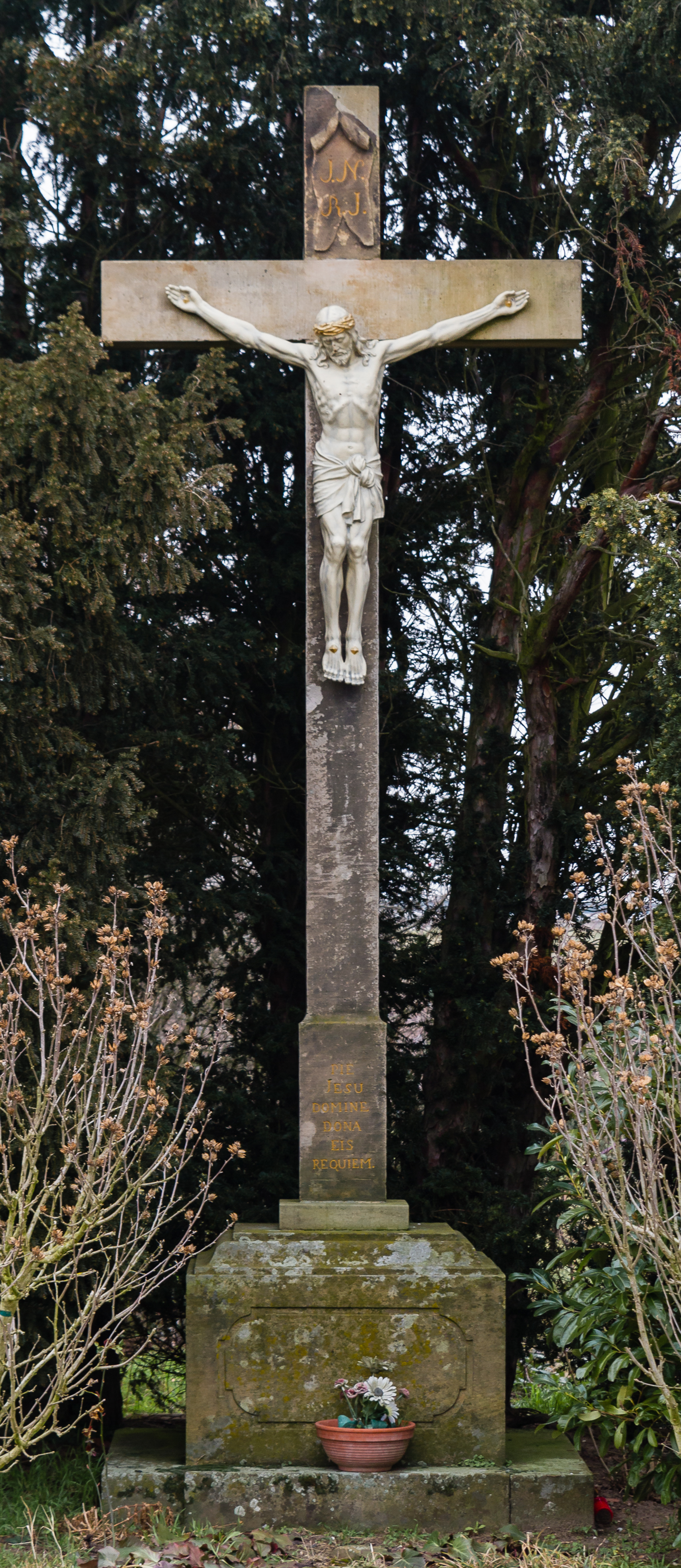
Weißes Kreuz

Das Weiße Kreuz auf der Gemarkung der pfälzischen Kleinstadt Deidesheim ist ein Flurkreuz, das nach dem Denkmalschutzgesetz des Landes Rheinland-Pfalz als Kulturdenkmal gilt.

## Beschreibung
Das Kreuz steht einige Dutzend Meter östlich von Deidesheim in der Flur „Klostergarten“. Früher lief die Landstraße 527 Richtung Niederkirchen direkt an dem Kreuz vorbei, heute verläuft sie einige Meter weiter nördlich.
Das Kreuz, das auf einem spätbarock gestalteten Sockel steht, ist aus Sandstein gefertigt. Es hat eine Höhe von 247 cm, der Querbalken ist 120 cm lang. Der steinerne Korpus, der an dem Kreuz hängt, ist 115 cm groß. Der Sockel unter dem Kreuz ist 71 cm hoch und 98 cm breit. Am unteren Ende des Kreuzesstammes ist die Inschrift „PIE JESU DOMINE DONA EIS REQUIEM.“ eingelassen.

## Geschichte
Das Weiße Kreuz in seiner heutigen Gestalt stammt aus dem Jahr 1892, es wurde allerdings mehrmals bereits im 18. Jahrhundert erwähnt. Das Kreuz markierte damals die Grenze zwischen der Deidesheimer Pfarrei und derjenigen von Niederkirchen, die 1750 neu gegründet wurde. Der Name des Kreuzes rührt von weißer Farbe her, mit der es einst bestrichen war. Einem Protokoll des Deidesheimer Stadtrats zufolge, das am 29. Januar 1892 aufgesetzt wurde, bat der Eigentümer des Grundstücks, auf dem das Kreuz stand, um Erlaubnis, das Weiße Kreuz renovieren zu dürfen. Der Stadtrat gab seiner Bitte statt.